# Frank Pastor
Frank Pastor est un footballeur est-allemand, né le 7 décembre 1957.

## Biographie
En tant qu'attaquant, Frank Pastor fut international est-allemand à 7 reprises (1983-1987) pour aucun but marqué.
Pendant la RDA, il joua dans deux clubs : Hallescher FC et BFC Dynamo Berlin. C'est là où il constitue son palmarès (4 fois champion de RDA et 2 coupes de RDA). Lors de la saison 1986-1987, il temrina meilleur buteur du championnat.
Après la fin de la RDA, il partit en Malaisie pour un an au Terengganu FA, mais il ne remporta rien. Il va ensuite en Autriche, au Wiener Sport-Club, où il permet au club de monter en première division autrichienne. 
Il revient en Allemagne entre 1992 et 1996 dans trois clubs allemands (Hallescher FC, Hertha Zehlendorf et Germania Schöneiche), mais il ne remporta rien.

## Palmarès
- Championnat de RDA de football

- - Champion en 1985, en 1986, en 1987, et en 1988
  - Vice-champion en 1989
- Coupe d'Allemagne de l'Est de football
  - Vainqueur en 1988 et en 1989
  - Finaliste en 1985
- Meilleur buteur du championnat de RDA de football
  - Récompensé en 1987